# Epinephelus awoara
Epinephelus awoara es una especie de peces de la familia Serranidae en el orden de los Perciformes.

## Morfología
Los machos pueden llegar alcanzar los 60 cm de longitud total.

## Distribución geográfica
Se encuentra en Corea, Japón, Taiwán, China, Vietnam e islas del mar de la China Meridional.